# 方面隊
方面隊（ほうめんたい、英：army）は、陸上自衛隊における戦略単位の性格を持つ部隊単位であり、部隊は方面総監部および基幹となる数個の師団および旅団並びにその他の直轄部隊をもって編成されている。部隊階梯は諸外国での軍団や軍に相当するとされているが、実際には純然たる野戦軍 (Field army) ではなく、管轄区域の防衛警備、行政上の事務等を担当する軍管区ないし地域軍の性格が強い。

## 概要
指揮官の方面総監は、陸上総隊司令官、海上自衛隊の自衛艦隊司令官と横須賀地方総監と佐世保地方総監、航空自衛隊の航空総隊司令官と航空教育集団司令官と同じ政令指定職5号の役職であり、陸将が充てられ、防衛大臣の直接の指揮監督を受ける。ただし、平素から行動等に関し部隊を一体的に運用する必要がある場合には陸上自衛隊の陸上総隊が方面隊の全部又は一部に対し、指揮を行う。
有事の際などの防衛大臣の部隊運用に関する指揮命令に関しては、フォースプロバイダー（練度管理責任者）の陸上幕僚長ではなくフォースユーザー（事態対処責任者）の統合幕僚長を通じて受け、隷下部隊の運用にあたる。東日本大震災の際は、フォースプロバイダーの陸上幕僚長ではなくフォースユーザーの方面総監（東北方面総監）が統合幕僚長の下に編成される統合任務部隊指揮官に任命された。
部隊の階梯は、その語感から旧陸軍の方面軍に相当すると見られがちだが、実際にはこれよりも一つ小さい単位の軍に相当するものであり、例えば東部方面隊の英訳も「Eastern Army」（直訳で東部軍）となっている。自衛隊には「軍集団」「軍団」に相当する部隊はない。
隷下にある師団は実質旅団、旅団は軽量旅団ないし連隊戦闘団程度の規模でしかなく、そのため師団レベルの戦力しか保有していないことから、師団を旅団に改め、既存の旅団と編制を揃えたうえで軍管区としての機能をそのままに方面隊を管区隊ないし鎮台に改めて師団級の部隊階梯の位置づけとし、高級幹部自衛官のポストを整理するのが望ましいとの意見もある。

## 各方面隊

方面隊：赤△印は方面総監部所在駐屯地

次の5個が編成されており、担当する警備区域（方面区）の防衛警備や災害派遣等を担任している。
- 北部方面隊（北海道担当：2個師団、2個旅団基幹）
  - 北部方面総監部：札幌駐屯地（北海道 札幌市）
- 東北方面隊（東北地方担当：2個師団基幹）
  - 東北方面総監部：仙台駐屯地（宮城県 仙台市）
- 東部方面隊（関東地方・中部地方東部担当：1個師団、1個旅団基幹）
  - 東部方面総監部：朝霞駐屯地（東京都 練馬区）
- 中部方面隊（中部地方西部・近畿地方・中国・四国地方担当：2個師団、2個旅団基幹）
  - 中部方面総監部：伊丹駐屯地（兵庫県 伊丹市）
- 西部方面隊（九州地方・沖縄県担当：2個師団、1個旅団基幹）
  - 西部方面総監部：健軍駐屯地（熊本県 熊本市）

## 方面直轄部隊・機関
師団・旅団以外の主な方面直轄部隊・機関としては以下のとおりである。
- 普通科部隊（対舟艇対戦車隊（北方・西方））
- 特科部隊（特科団（北方・西方）・直轄方面特科連隊（東北方・東方・中方）・直轄地対艦ミサイル連隊（東北方））
- 高射特科部隊（高射特科団（北方・西方）・高射特科群（東北方・東方・中方））
- 機甲科部隊（方面戦車隊（西方））
- 施設科部隊（施設団）
- 通信科部隊（方面システム通信群）
- 情報科部隊（方面情報隊（北方、東方、中方、西方。指揮官：1佐（二））又は方面情報処理隊（東北方。指揮官：2佐））
- 教育訓練部隊（方面混成団）
- 航空科部隊（方面航空隊）
- 後方支援部隊（方面後方支援隊）
- 衛生科部隊（方面衛生隊）
- 会計科部隊（方面会計隊）
- 音楽科部隊（方面音楽隊）
- 訓練支援部隊（方面指揮所訓練支援隊）
- 駐屯地管理部隊（駐屯地業務隊）
- 調達・兵站機関（補給処）
- 募集・援護機関（自衛隊地方協力本部）

## 方面隊の沿革
保安隊
- 1952年（昭和27年）10月15日：保安隊発足に伴う増員により、北部方面隊が創設。

※ 警備区域は北海道（第2管区隊担当の北海道北部・東部以外を直轄）、青森、岩手、宮城、秋田。
- 1953年（昭和28年）4月1日：奥羽4県の警備が第1管区隊に移管、北部方面隊は北海道のみの担当となる。

陸上自衛隊
- 1954年（昭和29年）7月1日：陸上自衛隊発足。
- 1956年（昭和31年）1月26日：西部方面隊創隊[8]。

※ 警備区域は九州および山口県。
- 1960年（昭和35年）1月14日：方面管区制施行。

1. 東北方面隊編成完結。
 ※ 警備区域は青森県、岩手県、宮城県、秋田県、山形県、福島県。
2. 東部方面隊編成完結。
 ※ 警備担当区域は茨城県、栃木県、群馬県、埼玉県、千葉県、東京都、神奈川県、新潟県、山梨県、長野県、静岡県
3. 中部方面隊編成完結。
 ※ 警備担当区域は富山県、石川県、福井県、岐阜県、愛知県、三重県、滋賀県、京都府、大阪府、兵庫県、奈良県、和歌山県、鳥取県、島根県、岡山県、広島県、徳島県、香川県、愛媛県、高知県。

- 1962年（昭和37年）1月18日：西部方面区のうち山口県を中部方面区に移管。
- 1972年（昭和47年）5月15日：沖縄返還に伴い、西部方面区に沖縄県が追加。

## 方面総監部の内部組織

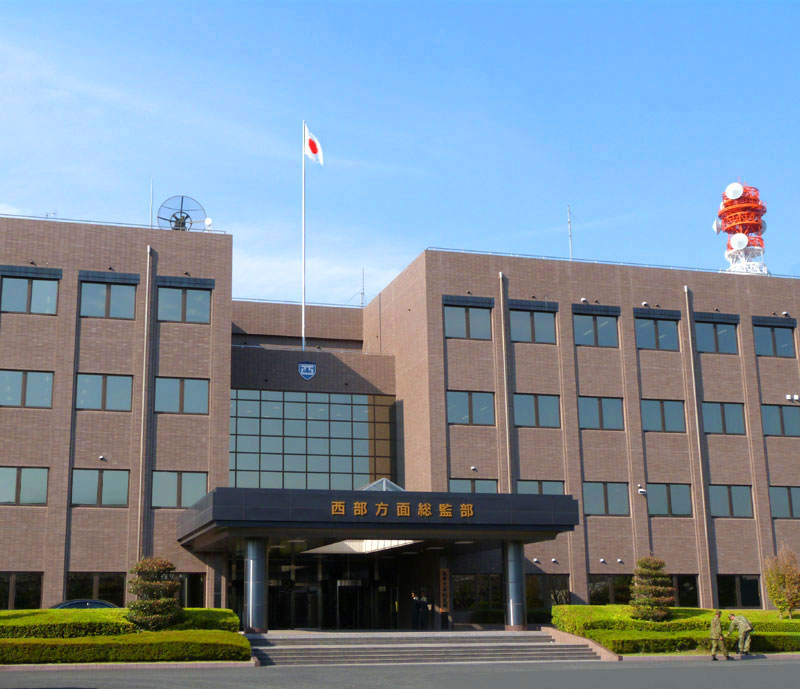
陸上自衛隊 西部方面総監部 庁舎

- 方面総監（陸将[10]）：防衛大臣の指揮監督を受け、方面総監部・師団・旅団および方面直轄部隊・機関の指揮を執る。

　　※平素から行動等に関し部隊を一体的に運用する必要がある場合には陸上総隊司令官の指揮監督を受ける。
方面総監部は、方面総監の幕僚組織である。
- 幕僚長（陸将補（一））：駐屯地司令を兼務。
- 幕僚副長 2名【行政副長（陸将補（二））・防衛副長（陸将補（二））】
- 参事官（事務官）：東北方を除く[11]。

組織の部門については次の通り。
- 部長は1等陸佐（一）。
- 課長は1等陸佐（三）若しくは2等陸佐（1等陸佐（三）昇任予定）。
- 総務部広報室長は1等陸佐（三）。
- 方面総監部付隊長は3等陸佐。
  - 総務部
    - 総務課
    - 会計課
    - 広報室

  - 人事部
    - 人事課
    - 募集課
    - 厚生課
    - 援護業務課

  - 情報部
    - 情報課
    - 資料課

  - 防衛部
    - 防衛課
    - システム通信課[12][13][14]
    - 訓練課

  - 装備部
    - 後方運用課
    - 装備課
    - 需品課
    - 施設課

  - 監察官（1等陸佐（二））
  - 法務官（1等陸佐（二））
  - 医務官（1等陸佐（二））
  - 方面総監部付隊

### 内部組織の沿革
- 1952年（昭和27年）10月17日：「方面総監部及び管区総監部組織規程」（昭和27年総理府令第78号）が制定された[15]。

1. 方面総監は、保安監をもつて充てられ、方面副総監（保安監又は保安監補）を1人、幕僚長（保安監補又は1等保安正）を1人置く。
2. 方面総監部には、第1・第2・第3・第4の4部と総務・厚生・法務・監察・警務・会計・特技・衛生・施設・補給・武器・通信・化学・輸送・特車の15課および幕僚庶務室が置かれ、部に部長、課に課長および幕僚庶務室に幕僚幹事を置く。

- 1954年（昭和29年）7月1日：自衛隊発足により、「自衛隊法施行令」および「方面総監部及び管区総監部組織規程」（昭和29年総理府令第41号）が制定された[16]。

1. 方面総監は、陸将をもつて充てられ、方面副総監（陸将補）を1人、幕僚長（1等陸佐）を1人置く。
2. 方面総監部には、第1・第2・第3・第4の4部と総務・厚生・法務・監察・警務・会計・衛生・施設・補給・武器・通信・化学・輸送・特技・特車の15課及び幕僚幹事を置く。

- 1959年（昭和34年）
  - 8月1日：方面副総監制度を廃止。
  - 12月21日：「方面総監部、管区総監部及び混成団本部組織規則」が全部改正（昭和34年総理府令第62号）[17]された（昭和35年1月14日から施行）。

  1. 方面総監部に、幕僚副長（陸将補又は1等陸佐）を2人置く。
  2. 方面総監部には、業務室及び第1・第2・第3・第4の4部と総務・募集・厚生・法務・監察・警務・会計・衛生・施設・営繕・補給・武器・通信・化学・輸送・特技・特車課の17課を置く。
- 1961年（昭和36年）9月9日：「方面総監部、管区総監部及び混成団本部組織規則の一部を改正する総理府令」（昭和36年総理府令第46号）[18]により、監察課、特技課、特車課が廃止、監察官を設置（昭和37年1月18日から施行）。
- 1977年（昭和52年）12月23日：「方面総監部及び師団司令部組織規則の一部を改正する総理府令」（昭和52年総理府令第51号）が制定された[19]。
- 1978年（昭和53年）1月30日：上記改正により、従来の部と課が並列式の制度を部の下に課を置く直列式に改組。

※総務部（総務、法務、会計課）、人事部（旧第1部：人事、募集、厚生課）、調査部（旧第2部：調査、資料課）、防衛部（旧第3部：防衛、訓練課）、装備部（旧第4部：後方運用、装備、需品、施設課）、医務官及び監察官
- 2004年（平成16年）11月：近年テロの脅威が高まっているため、政府は日本が大規模テロや特殊部隊による攻撃などを受けた場合、防衛出動または治安・警護出動の命により陸上自衛隊が最優先で防護する「重要防護施設」（原子力発電所・石油コンビナート・政経中枢地区など破壊されると甚大な被害が出るおそれが高い施設や、国民への情報伝達ルートや通信手段を確保する放送・通信施設など）を全国に135箇所、指定。各方面隊にこの任務が与えられる。
- 2006年（平成18年）
  - 3月27日：総務部法務課が法務官に改編される。
  - 7月31日：方面総監を政策面から補佐する政策補佐官が設置される。
- 2007年（平成19年）3月28日：総務部に、地方公共団体等の連携を目的とした地域連絡調整課が設置される。
- 2010年（平成22年）3月26日：情報科職種の創設に伴い調査部が情報部に、調査課が情報課にそれぞれ改称される。
- 2017年（平成29年）4月1日：政策補佐官が参事官に改組される[20][21]。
- 2018年（平成30年）3月27日：総務部地域連絡調整課が廃止される[22]。
- 2019年（平成31年）3月26日：西部方面総監部防衛部にシステム通信課が設置される[12]。
- 2020年（令和02年）3月26日：東部方面総監部防衛部にシステム通信課が設置される[13]。
- 2022年（令和04年）3月17日：北部方面総監部、東北方面総監部、中部方面総監部の防衛部にシステム通信課が設置される[14]。
- 2025年（令和07年）3月24日：東北方面総監部参事官を廃止[11]。